# Voorwaardelijke wijs
De conditionalis of voorwaardelijke wijs is een werkwoordsvorm die gebruikt wordt ter aanduiding van de gevolgen van een voorwaarde. Soms wordt de voorwaardelijke wijs ook gebruikt in de als-bijzin of in combinatie met de aanvoegende wijs. De voorwaardelijke wijs komt voor in verschillende talen en wordt vervoegd naar persoon of getal. Er zijn ook tijden en in sommige talen ook actief/passief.
- Nederlands:
  - Had het geregend, hij zou niet gekomen zijn.
  - Had het geregend, dan zou hij niet gekomen zijn.
  - Had het geregend, dan was hij niet gekomen.
  - Zou het geregend hebben, dan was hij niet gekomen.
  - Als het geregend had, zou hij niet gekomen zijn.
  - Als het geregend had, dan zou hij niet gekomen zijn.
  - Als het geregend zou hebben, zou hij niet gekomen zijn.
  - Als dat waar zou zijn, snap ik er niks van.
  - Ware dat niet gebeurd, dan zou de politie hem niet hebben kunnen arresteren.

- Italiaans:
  - Se io fossi ricco, io mi comprerei una grande macchina. ('Als ik rijk was, zou ik een grote auto kopen.)

- Frans:
  - Si j'étais riche, je m'achèterais une grande voiture. ('Als ik rijk was, zou ik een grote auto kopen.)

- Engels:
  - If the teacher were here, he would see how smart you really are. (Als de leraar hier was, zou hij zien hoe slim je echt bent. In dit voorbeeld wordt de aanvoegende wijs van to be gebruikt; were in plaats van was.)

- Duits:
  - Hättest du darauf meine Aufmerksamkeit gelenkt, dass ich es vergessen hatte, so bräuchten wir uns jetzt nicht erneut damit zu beschäftigen., of: ...so würden wir uns jetzt nicht erneut damit zu beschäftigen brauchen. (Had je mij erop gewezen dat ik het vergeten was, dan hoefden we er ons nu niet opnieuw mee bezig te houden. Men heeft de keuze tussen een synthetische conjunctief en een analytische constructie met würden.)

- Iers:
  - Má bhíonn na beithígh agam, sheolfainn siad sna páirceanna 's airde a fhasánn féar. (Als de koeien van mij zouden zijn, zou ik ze naar velden sturen waar het langste gras groeit.)

- Hongaars:
  - Ha spórolnék , tudnék venni egy biciklit (Als ik zou sparen, zou ik een fiets kunnen kopen)

De zinsdelen kunnen ook van plaats verwisselen;
- Hij zou niet gekomen zijn als het had geregend.